# Thaumalea baltasardi
Thaumalea baltasardi är en tvåvingeart som beskrevs av Schmid 1958. Thaumalea baltasardi ingår i släktet Thaumalea och familjen mätarmyggor.
Artens utbredningsområde är Iran. Inga underarter finns listade i Catalogue of Life.